# Палладианство

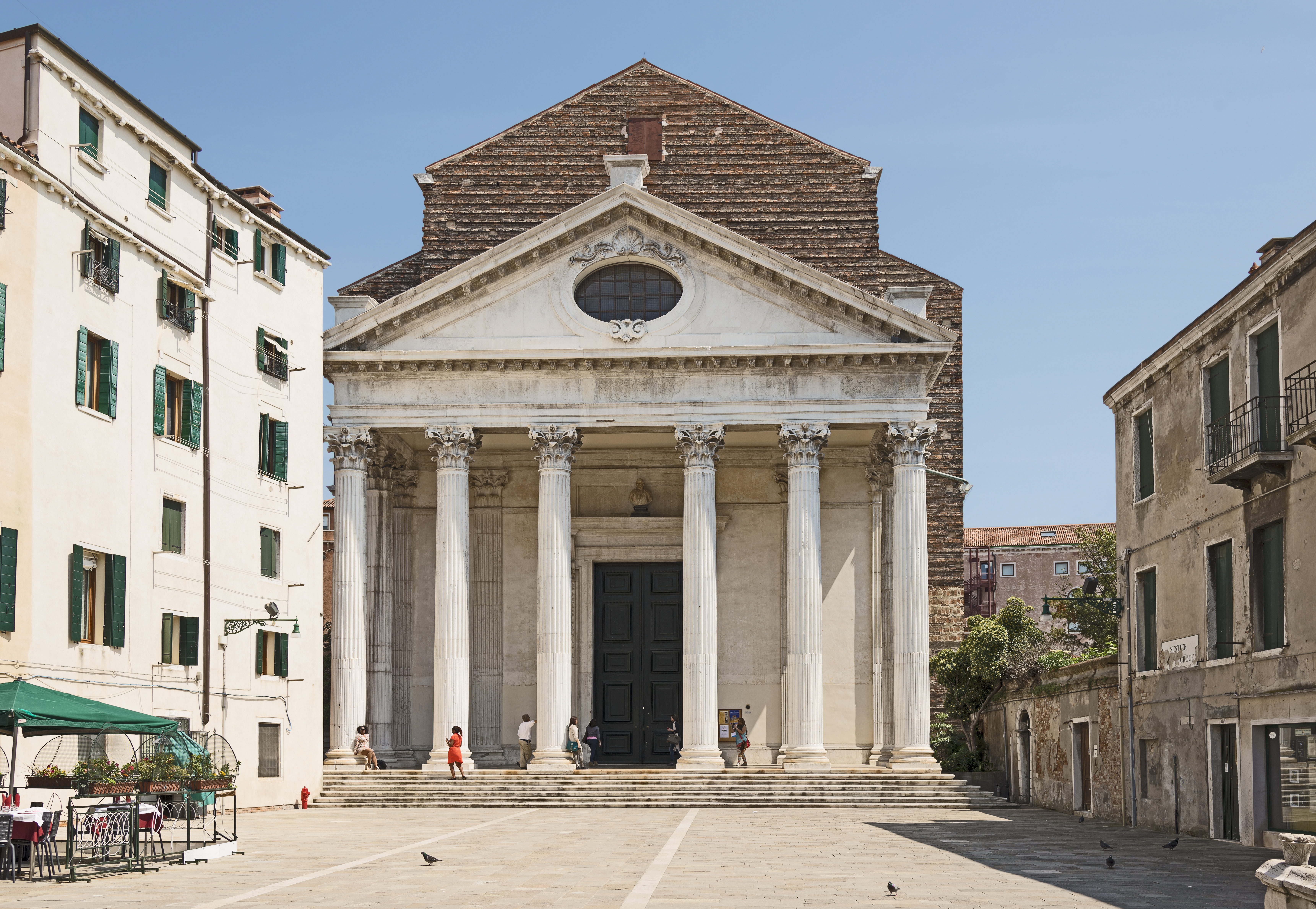
Церковь Сан-Никола-да-Толентино. Между 1591 и 1602. Архитектор Винченцо Скамоцци. Венеция

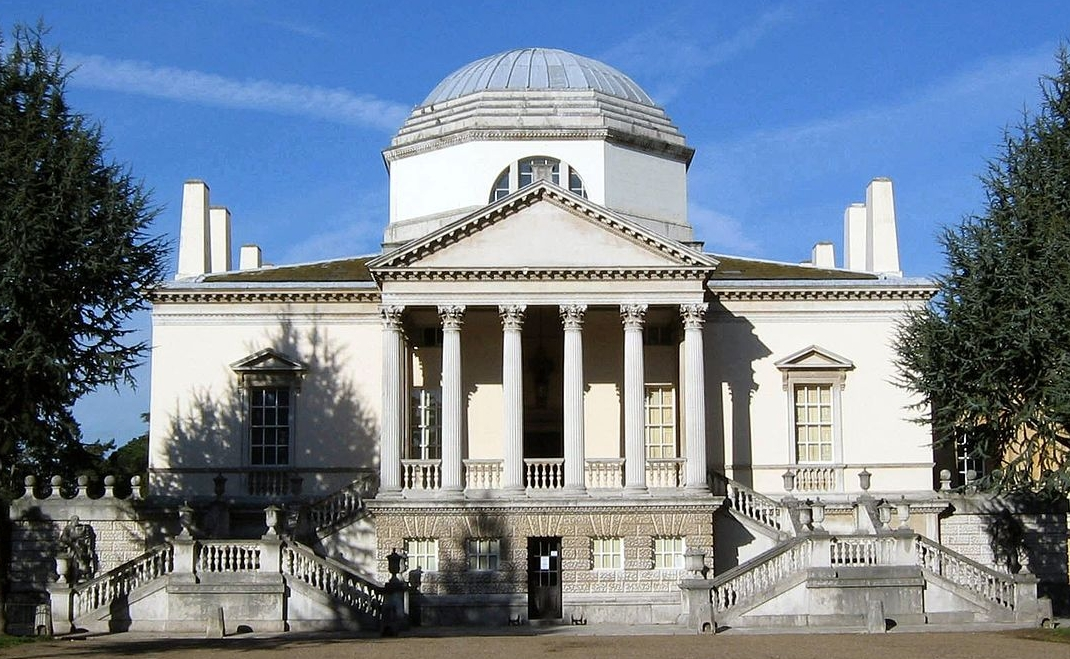
Чизик-хаус. 1726—1729. Архитекторы Лорд Бёрлингтон и У. Кент

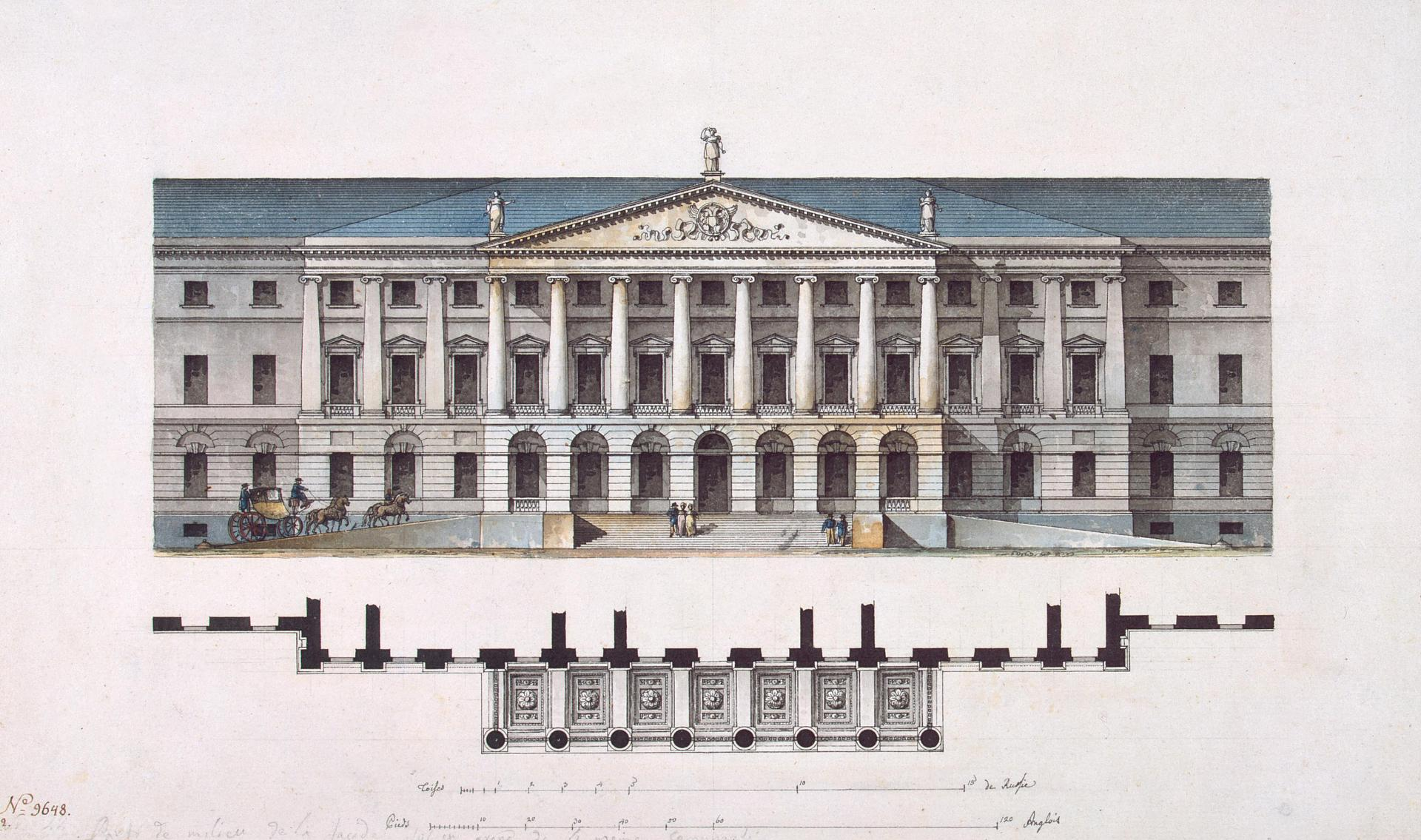
Проект здания Смольного института. Между 1806 и 1808. Архитектор Джакомо Кваренги. Санкт-Петербург

Палладианство или Палладиева архитектура — «стилевое течение раннего классицизма, выросшее из идей итальянского архитектора Андреа Палладио (1508—1580)». В западноевропейской историографии — палладианизм (итал. palladianesimo), в русскоязычной традиции — палладианство. В основе этого стилевого течения — античное наследие: следование композиционным принципам классической храмовой архитектуры и классицизма XVI века, школы Браманте и Рафаэля.

## Основы палладианского стиля
Палладио обожествлял античную архитектуру, отсюда его псевдоним в честь древнегреческой богини Афины Паллады, вероятно, подсказанный ему его покровителем, филологом и знатоком античности Джанджорджо Триссино. Почти все здания, спроектированные Андреа Палладио, находятся в области Венето, в Венеции и Виченце, последнюю по этой причине нередко называют Городом Палладио. В основном это разнообразные виллы и церкви, как, например, церковь Иль Реденторе в Венеции. Научные труды Палладио, включающие в себя четыре книги об архитектуре, продолжают идеи римского инженера-теоретика Витрувия и его последователя в XV веке Леона Баттисты Альберти, который придерживался принципов классической римской архитектуры, основанной на точных правилах и геометрических пропорциях, вместо полуготического стиля раннего тосканского Возрождения. 
 «Палладио как будто бы задался целью показать, что всё разумное в формах и пропорциях древней архитектуры годится для всякой эпохи и для всякой страны с теми изменениями, которых не отвергли бы и сами строители древности. Он как бы поставил себе задачу сделать не то, что уже было сделано ими, но то, что они должны были бы сделать и сделали бы, конечно, если бы, возвратясь к жизни, стали работать для наших жилищ. Отсюда проистекает вполне свободное, лёгкое и находчивое применение им планов, линий и украшений античности во всех родах архитектуры, к которым обращался его талант».
Время, в котором приходилось работать Палладио, было временем кризиса морской торговли, на которой когда-то разбогатела Венецианская республика, и переселения венецианских аристократов из Венеции в пригороды — на «твёрдую землю» (Терраферму), где можно было заняться сельским хозяйством. Поэтому Палладио изучал традиции сельской итальянской архитектуры. Все свои виллы Палладио проектировал с учётом окружающей обстановки. Если здание находилось на возвышенности, как в случае виллы Капра ла Ротонда, он устраивал все фасады идентичными, чтобы строение со всех направлений выглядело одинаково хорошо. Поэтому его композиционные схемы центричны. Кроме того, в подобных случаях со всех четырёх сторон обычно устраивались портики, чтобы хозяева могли созерцать свои земли, находясь под защитой от солнца — во многом это напоминает современные крыльца, устраиваемые вокруг домов в сельской местности разных стран. Палладио использовал также лоджии или крытые галереи, происходящие от простых навесов на столбах, также заимствованных им из крестьянских строений. Утопленные в стены портики, или помещения с большими проёмами в стенах, открывают внутреннее пространство комнат природной среде. Иногда лоджии располагаются и на втором этаже, формируя двухъярусные композиции. Нередко лоджии завершаются фронтонами, что акцентирует их значение в общей композиции фасадов. На вилле Годи центром фасада является не портик, а именно лоджия. В иных случаях, как например в Палаццо Кьерикати в Виченце, лоджии формируют углы здания, что придаёт композиции особенную живописность, связывая её с окружающим пространством, воздухом и светом.
Композицию фасадов Палладио разрабатывал по примеру древнеримских храмов. Он был убеждён, что жилая архитектура древних римлян происходила от древнейших храмов с колоннадами и треугольными фронтонами. Палладианские виллы чаще всего ограничены тремя этажами. У основания рустованные подвал или цокольный этаж, включающие служебные и подсобные помещения. Затем бельэтаж, доступ к которому открывается через внешний лестничный проём портика, включающий в себя главную приёмную и спальни, а выше над ним мезонин с дополнительными спальнями и прочими жилыми помещениями. Пропорционирование каждой комнаты, находящейся внутри виллы, задаётся с помощью простейших математических отношений типа 3:2, 3:4, 4:5, 5:3. Иррациональные отношения Палладио не использовал. В его трактате нет даже упоминания о золотом сечении, но гармония пропорций очевидна. Размеры помещений архитектор определял по измерениям одного, который принимал за модуль, и рассчитывал, исходя из кратных отношений (обычная схема «в два куба»), а дальнейшее пропорционирование осуществлял, используя «правило прямого угла» и связанный с этим правилом принцип параллельности диагоналей вписанных прямоугольников, достигая их подобия.
Большое внимание Палладио уделял двойственному назначению своих вилл: с одной стороны они должны были быть опорными пунктами при ведении сельского хозяйства, с другой — местами отдыха зажиточных граждан. Для обеспечения этих функций служебные и подсобные помещения архитектор выносил в боковые корпуса, которые располагал симметрично главному зданию виллы. Иногда боковые корпуса устраивались в отдалении от виллы и соединялись с ней колоннадами, которые применялись не столько ради практического применения, сколько для дополнения и усиления общего вида виллы. При этом второстепенные крылья никогда не были частью основного здания, возможность их объединения последователи Палладио начали рассматривать только в XVIII веке.
Одна из особенностей палладианского стиля состоит в необычном сочетании культа симметрии с живописностью композиций. В связи с одной из самых оригинальных построек Палладио — Базиликой в Виченце — Д. Е. Аркин писал, что архитектор избрал для этой композиции «основным (и единым) мотивом архитектурного решения — мотив арки». Но в отличие от более ранних построек Ф. Брунеллески во Флоренции, в которых арки «держат фасад» и разграничивают пространство, «арка образуется уже не сводом, опирающимся на колонны, — она вырезана в стене, и колонны, служащие основанием арки, сами представляют собой продолжение той же стены». Аркада более не является конструктивным элементом. Колонны в архитектуре Палладио не стоят свободно, а создают род рельефа, обогащающего фасад светотенью, а ряд аркад превращает стену в мнимую преграду. Стена воспринимается заполнением небольших промежутков между пилястрами, она как бы дематериализуется, превращается в призрачную ширму. Ряд палладиевых окон фасада образует ритмически сложную, полифоническую тему, обесценивающую плоскость стены и тем самым в значительной степени «снимающую» ощущение границ внешнего и внутреннего пространств.
Достижения А. Палладио открыли новые живописные возможности в архитектуре, использованные последующими мастерами маньеризма и барокко. Отсюда понятие «ордерной разработки» фасада и приверженность мастеров «фасадной архитектуре». Игра форм колонн, карнизов, проёмов в таких зданиях особенно эффектна при боковом смотрении, в ракурсах и анаморфозах освещения.

## Палладианские окна

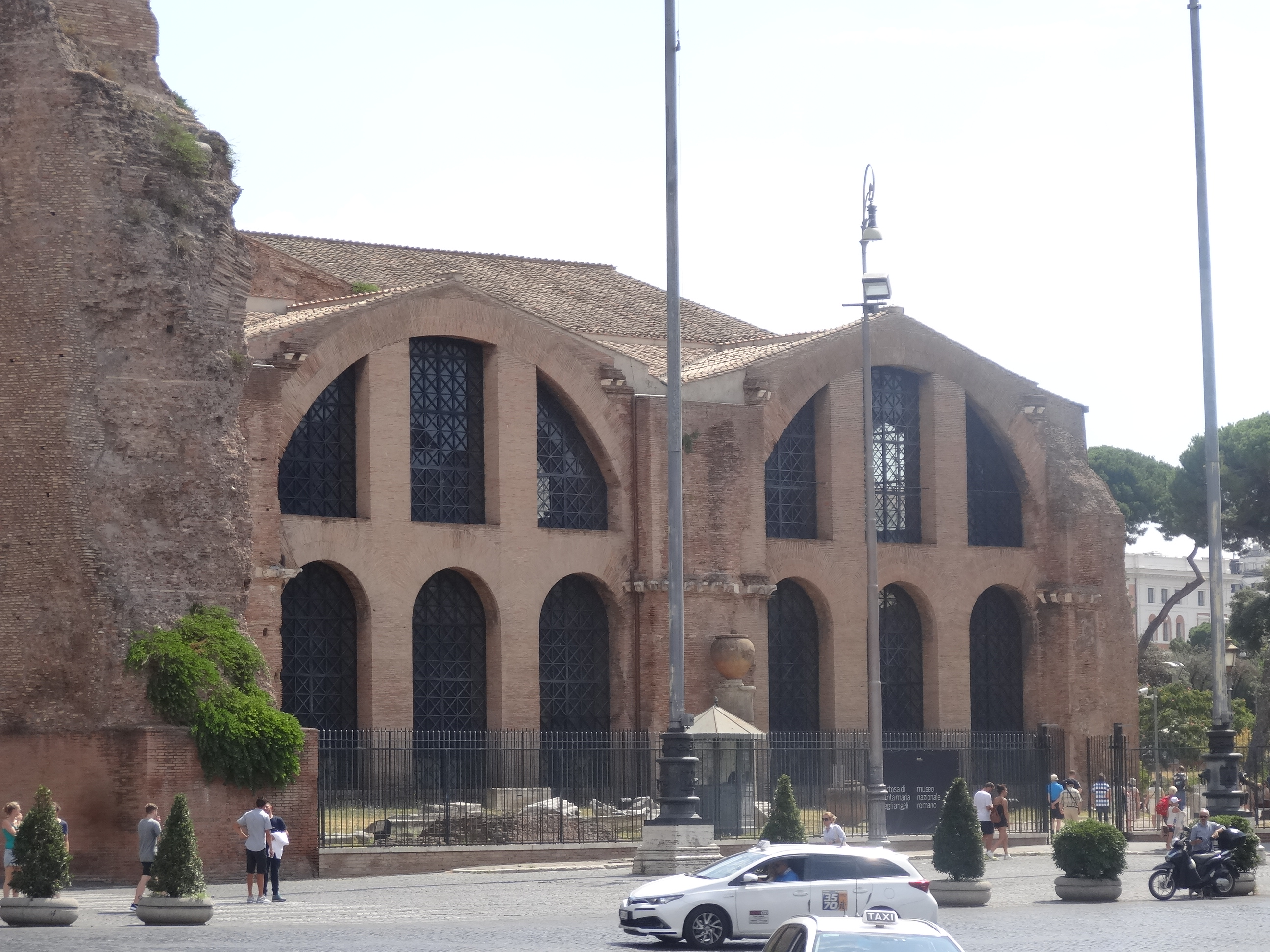
Прототипом палладианских окон являются древнеримские «термальные окна», в частности, — проёмы торцевых стен терм Диоклетиана, в которых разделительные пилоны служат дополнительной опорой арки

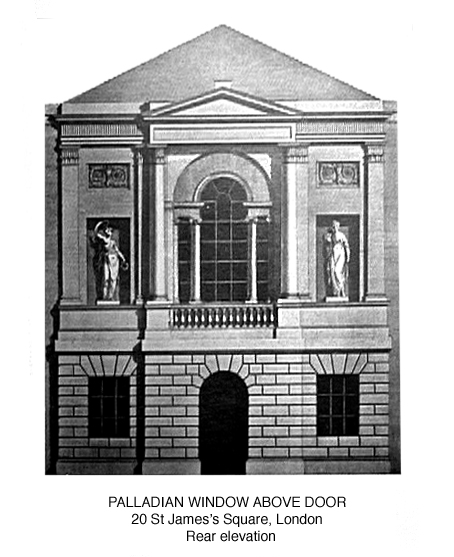
Палладианское окно конца XVIII века в интерпретации Роберта Адама

Для раннего творчества Палладио характерно использование оконных арочных проёмов, которые так и называют: палладианскими. Такое окно состоит из трёх проёмов: большого центрального, завершающегося полукруглой аркой, формирующей своеобразный антаблемент, и двух боковых малых проёмов, отделённых от центрального колонками или пилястрами. Не следует, тем не менее, считать происхождение этих окон исключительно палладианским, так как они имеют многие прототипы, начиная с античности, например, арочные трёхчастные термальные окна, в частности, в термах Диоклетиана в Риме.
Трёхчастные окна близкого типа применял Донато Браманте (1444—1514), а подробное их описание приводил Себастьяно Серлио (1475—1554). В своём семитомном труде «Tutte l’opere d’architettura et prospetiva» он писал, что окна подобного типа разработаны под влиянием триумфальных арок древнего Рима, где так же имелись большие арочные пролёты: главный и два меньших боковых.
Поэтому в литературе нередко встречается название серлиана. А палладианскими их называют из-за того, что именно Андреа Палладио стал использовать их повсеместно, придавая им особое значение в общей композиции фасадов зданий и даже в интерьерах, что отчётливо наблюдается, например, в аркадах Базилики в Виченце. Нечто подобное устроено перед входами на виллы Годи и Форни Черато. Впоследствии палладианские окна стали использовать по всей Италии, в странах к северу от Альп и в России.

## Раннее палладианство
В 1570 году Палладио издал свои Четыре книги об архитектуре, которые оказали большое влияние на многих архитекторов по всей Европе. В ходе XVII века многие зодчие-иностранцы, обучавшиеся в Италии, изучали труды Палладио как учебные пособия. Получив образование, они возвращались домой и пытались приспособить палладианский стиль для другого климата, другой топографии и других предпочтений заказчиков. Подобным образом идеи палладианской архитектуры распространились практически по всему миру. Пиком популярности палладианства считается начало XVIII века, особенно в Англии, Ирландии и позднее в Северной Америке.

## Английское палладианство
Расцвет палладианства в Англии пришёлся на XVII—XVIII века. Первым выдающимся палладианцем на севере Европы считается Иниго Джонс. Даже в период всеобщего увлечения барокко (на рубеже XVIII века) английские архитекторы редко отходили от Палладиева идеала. Наиболее популярной среди палладианцев работой тандема Палладио-Скамоцци была вилла Капра близ Виченцы.Тем не менее, англичане стремились соединить основные палладианские темы: центрическую схему, симметрию фасада, колонные портики с традициями старинных английских загородных замков с угловыми восьмигранными башнями, зубчатыми стенами и стрельчатыми арками.
В начале XVIII века благодаря усилиям лорда Берлингтона и У. Кента палладианизм вновь вошёл в моду. При поддержке и непосредственном участии лорда Бёрлингтона Колин Кэмпбелл смог осуществить знаменитое издание «Британский Витрувий, или Британский архитектор» (Vitruvius Britannicus, or the British Architect..). Оно было опубликовано в 3-х томах в 1715—1725 годах (последующие издания: 1767, 1771) и имело важное значение в истории европейской архитектуры. Три тома были изданы по подписке, среди подписчиков были члены королевской семьи, многие меценаты, архитекторы и их заказчики. В сущности, это был развёрнутый иллюстрированный каталог построек английского классицизма, включающий проекты лорда Бёрлингтона, сэра Кристофера Рена, самого Кэмпбелла, Николаса Хоуксмура, Уильяма Кента, Айниго Джонса и других архитекторов-палладианцев.
Выдающимся мастером позднего палладианства и одним из родоначальников движения классического возрождения (Classical Revival) считается Роберт Адам вместе с братом Джеймсом и мастерами фирмы «Адельфи». Другими английскими архитекторами-палладианцами были Джона Ванбру, И. Вэр, Колин Кэмпбелл, Роджер Моррис.
К середине XVIII века палладианство распространилось по всей Европе. Крупнейшим представителем палладианства в России стал уроженец Шотландии Чарлз Камерон.

## Британский Витрувий
Издание «Британский Витрувий, или Британский архитектор» (Vitruvius Britannicus, or the British Architect..) было опубликовано в 3-х томах в 1715—1725 годах (последующие издания: 1767, 1771) и имело важное значение в истории европейской архитектуры. Инициатором издания был английский архитектор-палладианец Колин Кэмпбелл. Это был развёрнутый иллюстрированный каталог построек английского классицизма, включающий проекты лорда Бёрлингтона, сэра Кристофера Рена, самого Кэмпбелла, Николаса Хоуксмура, Уильяма Кента, Иниго Джонса и многих других архитекторов-палладианцев.

## Русское палладианство
«Палладианские здания — архитектурное эсперанто, пунктир цивилизации. Одинаковые парламенты, суды, театры, музеи, особняки и виллы покрыли планету задолго до «Макдоналдса» — назойливые, но необходимые ориентиры».
Русское палладианство является важнейшей частью и стилевым течением екатерининского классицизма второй половины XVIII века. Это течение открывается приездом в Россию убеждённого палладианца Кваренги в 1779 году. Палладианский тип «дома с циркумференциями» был впервые применён Камероном во дворце в Павловске (1782 год), затем Кваренги в усадебных домах Завадовского в Ляличах и графа Безбородко в Полюстрове.
Большое значение в развитии и распространении палладианства в России сыграла деятельность архитектора Н. А. Львова. Универсально образованный человек, после знакомства с Кваренги в 1781 году Львов вместе с поэтом Г. Р. Державиным уехал в Италию и работал там до 1798 года. Львов перевёл на русский язык первую книгу трактата Палладио и опубликовал её с собственными рисунками и чертежами. Много строил в палладианском стиле в Санкт-Петербурге, в провинциальных городах и усадьбах. Русскими палладианцами были И. Е. Старов, В. И. Неелов, Л. Руска, М. Ф. Казаков и многие другие.. По образцу «палладиевых мостов» в Англии был построен «Мраморный мост» в Царском Селе.
На рубеже XIX—XX веков после недолгого перерыва интерес к палладианству снова возрос, уже в границах неоклассического течения в искусстве периода модерна. Став предметом размышлений зодчих-неоклассиков, и, прежде всего, И. В. Жолтовского, И. А. Фомина, В. А. Щуко, А. В. Щусева, А. Е. Белогруда, Л. А. Ильина и других неопалладианство неожиданно оказалось востребованным и последующей сталинской эпохой, многообразно воплотившись в «палладианской» до и послевоенной застройке городов СССР.

## Палладианство в других странах
В конце XVIII — начале XIX века такие города, как Эдинбург, Дублин, Варшава, Санкт-Петербург, Хельсинки, были полностью преображены архитекторами-палладианцами. Впрочем, в странах континентальной Европы термин «палладианство» употребляется редко. Палладиев стиль таких архитекторов, как Кваренги, Старов и Казаков, в российской литературе принято описывать как начальный этап развития классицизма.
В конце XVIII века уже не столь модный стиль обрёл вторую жизнь в Северной Америке, в числе использовавших его архитекторов был Томас Джефферсон. Яркий пример североамериканского палладианства — Белый дом в Вашингтоне.